# Armoise
Pour les articles homonymes, voir Artemisia.
Artemisia
Genre
Classification APG III (2009)

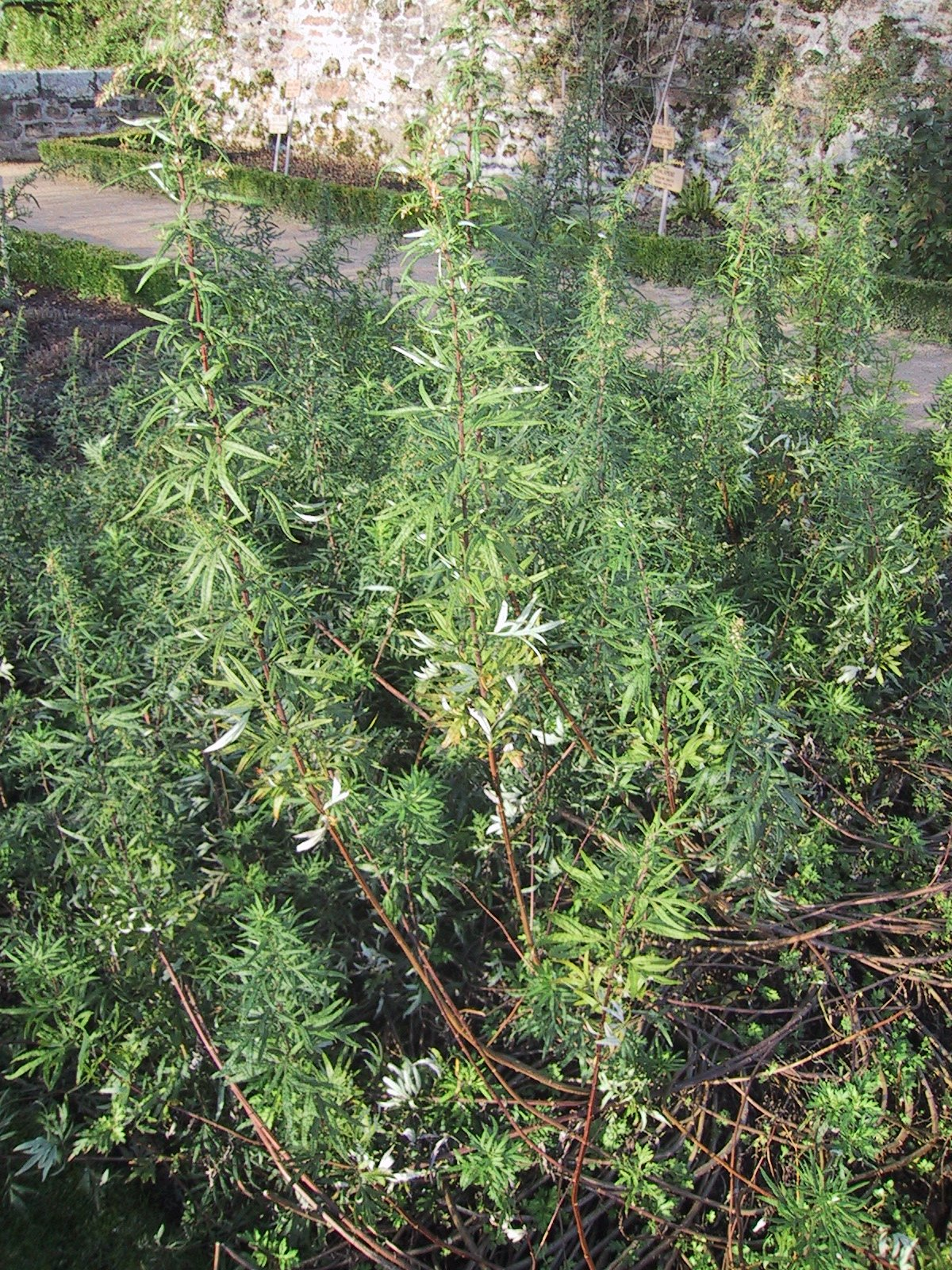
Armoise commune (Artemisia vulgaris).

Le genre Artemisia (les armoises) regroupe des plantes herbacées, des arbrisseaux et des arbustes, généralement aromatiques, densément tomenteux, pubescents ou glabres, de la famille des Astéracées. Leurs feuilles sont pennées (rarement palmées). L’armoise a notamment des propriétés diurétiques et l’artémisinine que l'on extrait de certaines espèces, en particulier d’Artemisia annua, a plusieurs applications en médecine.
Certaines espèces d'armoises, comme l'Armoise commune ou l'Armoise annuelle, émettent un pollen pouvant provoquer des allergies chez les personnes sensibles,.
Il ne faut pas confondre ces plantes avec l'ambroisie à feuilles d'armoise (Ambrosia artemisiifolia L.) qui est connue pour être la cause de redoutables allergies respiratoires.

## Dénominations
En chinois elle est appelée qing hao (蒿属).

## Utilisations
Plusieurs espèces étaient utilisées depuis l'Antiquité et sont encore utilisées pour diverses propriétés thérapeutiques (l'armoise commune était autrefois dite « la mère des herbes » ou « la mère des simples » ; « Si tu connaissais les vertus de l'artémise, tu la porterais dedans ta chemise », disait-on), notamment Artemisia annua et Artemisia afra pour la lutte contre le paludisme. Il est important de noter que cette utilisation n'est cependant pas prouvée comme efficace et n'est donc pas recommandée. Certaines espèces aromatisent des alcools ou sont utilisées comme condiment.
En Europe, les espèces les plus utilisées pour l'alimentation et/ou les médecines traditionnelles sont l'absinthe, l'aurone (ou arquebuse), les génépis (armoises des montagnes), l'estragon, l'armoise annuelle.

## Taxonomie

### Principales espèces
- Artemisia abaensis
- Artemisia abrotanum L. — aurone
- Artemisia absinthium L. — grande absinthe
- Artemisia adamsii (ru)
- Artemisia afra
- Artemisia alba Turra
- Artemisia annua L. — armoise annuelle
- Artemisia arborescens L. — armoise arborescente
- Artemisia atrata (vi) Lam.
- Artemisia biennis (en) Willd.
- Artemisia caerulescens L.
- Artemisia campestris L. — armoise champêtre
- Artemisia capillaris (ja) Thunb.
- Artemisia chamaemelifolia (en) Vill.
- Artemisia cina O. Berg & C. F. Schmidt — « semen contra »
- Artemisia dracunculus L. — estragon
- Artemisia eriantha Ten.
- Artemisia genipi Weber — génépi noir
- Artemisia glacialis L.
- Artemisia herba-alba Asso — armoise herbe blanche
- Artemisia insipida Vill.
- Artemisia ludoviciana Nutt.
- Artemisia maritima L. — armoise maritime
- Artemisia molinieri Quézel, M.Barbero & R.J.Loisel
- Artemisia pontica L. — armoise romaine, ou petite absinthe
- Artemisia princeps — armoise japonaise, ou yomogi
- Artemisia tridentata
- Artemisia umbelliformis Lam. — génépi blanc ou mutelline
- Artemisia vallesiaca (it) All.
- Artemisia verlotiorum Lamotte – armoise de Chine, armoise des frères Verlot
- Artemisia vulgaris L. — armoise commune, armoise vulgaire

### Liste des espèces
Selon Catalogue of Life (17 janvier 2018) :

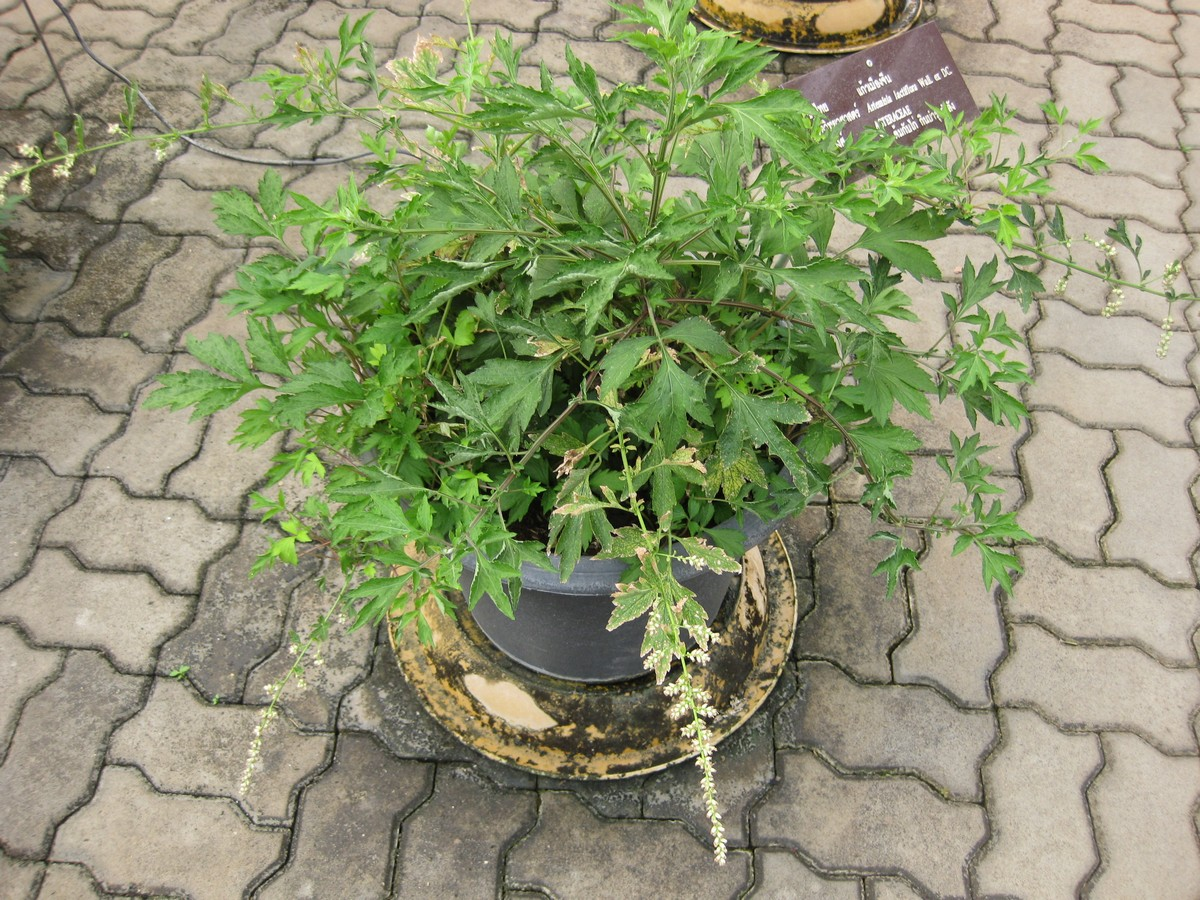
Artemisia lactiflora, Jardin botanique de la reine Sirikit, Thaïlande

- Artemisia abaensis Y.R. Ling & S.Y. Zhao
- Artemisia abolinii Lazkov
- Artemisia abrotanum L.
- Artemisia absinthium L.
- Artemisia abyssinica Sch. Bip. ex Oliv. & Hiern
- Artemisia adamsii (ru) Bess.
- Artemisia aflatunensis Poljakov ex U.P. Pratov & V.V. Bakanova
- Artemisia afra Jacq.
- Artemisia aksaiensis Y.R. Ling
- Artemisia alba Turra
- Artemisia albicans Sòn. Garcia, Garnatje, McArthur, Pellicer, S.C.Sand. & Vallès-Xirau
- Artemisia aleutica Hultén
- Artemisia alpina Pall. ex Willd.
- Artemisia amygdalina DC.
- Artemisia andersiana D. Podl.
- Artemisia anethifolia Weber ex Stechm.
- Artemisia anethoides Mattf.
- Artemisia angustissima Nakai
- Artemisia annua L.
- Artemisia anomala S. Moore
- Artemisia araxina Takht.
- Artemisia arborescens L.
- Artemisia arbuscula Nutt.
- Artemisia arctisibirica Korobkov
- Artemisia arenaria DC.
- Artemisia argentea L'Hér.
- Artemisia argyi H. Lév. & Vaniot
- Artemisia argyrophylla Ledeb.
- Artemisia armeniaca Lam.
- Artemisia aschurbajewii C. Winkl.
- Artemisia atlantica Coss. & Dur.
- Artemisia atrata (vi) Lam.
- Artemisia atrovirens Hand.-Mazz.
- Artemisia aurata Kom.
- Artemisia australis Less.
- Artemisia austriaca Jacq.
- Artemisia austrohimalayaensis Y.R. Ling & H.S. Puri
- Artemisia austroyunnanensis Ling & Y. R. Ling
- Artemisia avarica Minatul.
- Artemisia baimaensis Y.R. Ling & Z.C. Chou
- Artemisia banihalensis M.K. Kaul & S.K. Bakshi
- Artemisia bargusinensis Spreng.
- Artemisia bashkalensis Kurgat & Civelek
- Artemisia bejdemaniae Leonova
- Artemisia bhutanica A. J. C. Grierson & L. S. Springate
- Artemisia biennis (en) Willd.
- Artemisia bigelovii A. Gray
- Artemisia blepharolepis Bunge
- Artemisia brachyloba Franch.
- Artemisia brachyphylla Kitam.
- Artemisia caerulescens L.
- Artemisia caespitosa Ledeb.
- Artemisia californica Less.
- Artemisia calophylla Pamp.
- Artemisia campbellii Hook. & Thomson ex C. B. Cl.
- Artemisia campestris L.
- Artemisia cana Pursh
- Artemisia capillaris (ja) Thunb.
- Artemisia capitata (Nutt.) Sòn.Garcia, Garnatje, McArthur, Pellicer, S.C.Sand. & Vallès-Xirau
- Artemisia carruthii Alph. Wood ex Carruth.
- Artemisia carvifolia Buch-Ham. ex Roxb.
- Artemisia cashemirica M.K. Kaul & S.K. Bakshi
- Artemisia chamaemelifolia (en) Vill.
- Artemisia chienshanica Ling & W. Wang
- Artemisia chingii Pamp.
- Artemisia codringtonii Rech. fil.
- Artemisia comaiensis Ling & Y.R. Ling
- Artemisia conaensis Ling & Y.R. Ling
- Artemisia congesta Kitam.
- Artemisia constricta Sòn.Garcia, Garnatje, McArthur, Pellicer, S.C.Sand. & Vallès-Xirau
- Artemisia copa Phil.
- Artemisia cuspidata Krasch.
- Artemisia daghestanica Krasch. & Poretzky
- Artemisia dalailamae Krasch.
- Artemisia davazamczii Sh. Dariimaa & R.V. Kamelin
- Artemisia demissa Krasch.
- Artemisia depauperata Krasch.
- Artemisia desertorum Spreng.
- Artemisia deversa Diels
- Artemisia dimoana Popow
- Artemisia dipsacea Krasch.
- Artemisia disjuncta Krascheninnikov
- Artemisia divaricata (Pamp.) Pamp.
- Artemisia dolosa Krasch.
- Artemisia domingensis Urb.
- Artemisia douglasiana Bess.
- Artemisia dracunculus L.
- Artemisia dubia Wall. ex Bess.
- Artemisia duthreuil-de-rhinsi Krasch.
- Artemisia echegarayi Hieron.
- Artemisia emeiensis Y.R. Ling
- Artemisia eranthema Bunge
- Artemisia eriocarpa A. Bunge
- Artemisia eriocephala Pamp.
- Artemisia eriopoda Bunge
- Artemisia erlangshanensis Ling & Y.R. Ling
- Artemisia fauriei Nakai
- Artemisia filatovae A.N. Kuprianov
- Artemisia filifolia Torr.
- Artemisia filiformilobulata Y.R. Ling & H.S. Puri
- Artemisia flaccida Hand.-Mazz.
- Artemisia flahaultii Emberger & Maire
- Artemisia forrestii W.W. Sm.
- Artemisia franserioides Greene
- Artemisia freyniana (Pamp.) Krasch.
- Artemisia frigida Willd.
- Artemisia fukudo Makino
- Artemisia fulgens Pamp.
- Artemisia furcata Bieb.
- Artemisia galinae S.S. Ikonnikov
- Artemisia gansuensis Ling & Y.R. Ling
- Artemisia genipi Weber
- Artemisia gilvescens Miq.
- Artemisia giraldii Pamp.
- Artemisia glacialis L.
- Artemisia glauca Pall. ex Willd.
- Artemisia glaucescens Krasch. & Iljin
- Artemisia globosa Krasch.
- Artemisia globosoides Ling & Y.R. Ling
- Artemisia globularia Cham. ex Bess.
- Artemisia glomerata Ledeb.
- Artemisia gmelinii Weber ex Stechmann
- Artemisia gongshanensis Y.R. Ling & Humphries
- Artemisia gorgonum Webb
- Artemisia granatensis Boiss.
- Artemisia grandis Pamp.
- Artemisia gyangzeensis Ling & Y.R. Ling
- Artemisia gyitangensis Ling & Y.R. Ling
- Artemisia halodendron Turcz. ex Bess.
- Artemisia hancei (Pamp.) Ling & Y.R. Ling
- Artemisia haussknechtii Boiss.
- Artemisia hedinii Ostenf. & Paulson
- Artemisia hippolyti A. Butkov
- Artemisia hololeuca Bieb. ex Bess.
- Artemisia igniaria Maxim.
- Artemisia implicata T.G. Leonova
- Artemisia imponens Pamp.
- Artemisia inaequifolia Sòn.Garcia, Garnatje, McArthur, Pellicer, S.C.Sand. & Vallès-Xirau
- Artemisia incana (L.) Druce
- Artemisia incisa Pamp.
- Artemisia inculta Sieber ex DC.
- Artemisia indica Willd.
- Artemisia insipida Vill.
- Artemisia insularis Kitam.
- Artemisia integrifolia L.
- Artemisia jacutica Drobov
- Artemisia japonica Thunb.
- Artemisia jilongensis Y.R. Ling & Humphries
- Artemisia jordanica A. Danin
- Artemisia judaica L.
- Artemisia kanashiroi Kitam.
- Artemisia kangmarensis Ling & Y.R. Ling
- Artemisia karavajevii Leonova
- Artemisia kauaiensis (Skottsberg) Skottsberg
- Artemisia kawakamii Hayata
- Artemisia keiskeana Miq.
- Artemisia kelleri Krasch.
- Artemisia kitadakensis Hara & Kitam.
- Artemisia klementzae Krasch.
- Artemisia klotzschiana Bess.
- Artemisia koidzumii Nakai
- Artemisia kotuchovii A. N. Kuprianov
- Artemisia kruhsiana Bess.
- Artemisia kulbadica Boiss. & Buhse
- Artemisia kuschakewiczii C. Winkl.
- Artemisia laciniata Willd.
- Artemisia lactiflora Wall. ex DC.
- Artemisia lagocephala (Fischer ex Bess.) DC.
- Artemisia lagopus Fisch. ex Bess.
- Artemisia lancea Vaniot
- Artemisia latifolia Ledeb.
- Artemisia lavandulifolia DC.
- Artemisia ledebouriana Bess.
- Artemisia leucophylla (Turcz. ex Bess.) C. B. Cl.
- Artemisia limosa Koidz.
- Artemisia lingyeouruennii L.M.Shultz & Boufford
- Artemisia lipskyi P. Poljakov
- Artemisia littoricola Kitam.
- Artemisia longifolia Nutt.
- Artemisia lucentica O. de Bolòs, Vallès & J. Vigo
- Artemisia ludoviciana Nutt.
- Artemisia macilenta (Maxim.) Krasch.
- Artemisia macrantha Ledeb.
- Artemisia macrocephala Jacquem. ex Bess.
- Artemisia macrorhiza Turcz.
- Artemisia magellanica Sch. Bip.
- Artemisia mairei H. Lév.
- Artemisia manshurica (Kom.) Kom.
- Artemisia marschalliana Spreng.
- Artemisia martirensis (Wiggins) C.R.Hobbs & B.G.Baldwin
- Artemisia mattfeldii Pamp.
- Artemisia mauiensis (A. Gray) Skottsberg
- Artemisia maximovicziana (F. Schum.) Krasch. ex Poljakov
- Artemisia medioxima Krasch. ex Poljak.
- Artemisia melanolepis Boiss. & Kotschy
- Artemisia mendozana DC.
- Artemisia mesatlantica Maire
- Artemisia michauxiana Bess.
- Artemisia minor Jacquem. ex Bess.
- Artemisia molinieri Quézel
- Artemisia mongolica (Fischer ex Bess.) Nakai
- Artemisia monophylla Kitam.
- Artemisia monosperma Del.
- Artemisia montana (Nakai) Pamp.
- Artemisia moorcroftiana Wall. ex DC.
- Artemisia morrisonensis Hayata
- Artemisia mustangensis Yonek.
- Artemisia myriantha Wall. ex DC.
- Artemisia nakaii Pamp.
- Artemisia nanschanica Krasch.
- Artemisia negrei A. Ouyahya
- Artemisia nepalensis Nees
- Artemisia nepalica Yonek.
- Artemisia nesiotica Raven
- Artemisia niitakayamensis Hayata
- Artemisia nilagirica (C. B. Cl.) Pamp.
- Artemisia nitida Bertol.
- Artemisia nivalis Br.-BI.
- Artemisia nortonii Pamp.
- Artemisia norvegica R.E. Fr.
- Artemisia nova A. Nels.
- Artemisia nujianensis (Ling & Y.R. Ling) Y.R. Ling
- Artemisia nuttallii (Torr. & A.Gray) Mosyakin, L.M.Shultz & G.V.Boiko
- Artemisia obtusiloba Ledeb.
- Artemisia occidentalisichuanensis Y.R. Ling & S.Y. Zhao
- Artemisia occidentalisinensis Y.R. Ling
- Artemisia oelandica (Bess.) Komarov.
- Artemisia olchonensis Leonova
- Artemisia oligocarpa Hayata
- Artemisia opulenta Pamp.
- Artemisia ordosica Krasch.
- Artemisia orientalihengduangensis Ling & Y. R. Ling
- Artemisia orientalixizangensis Y.R. Ling & Humphries
- Artemisia orientaliyunnanensis Y.R. Ling
- Artemisia oxycephala Kitag.
- Artemisia packardiae J.W. Grimes & B. Ertter
- Artemisia pallens Wall. ex DC.
- Artemisia palmeri A. Gray
- Artemisia palustris L.
- Artemisia pancicii Ronniger ex Danihelka & Marhold
- Artemisia pannosa Krasch.
- Artemisia papposa Blake & Cronq.
- Artemisia parviflora Buch.-Ham. ex Roxb.
- Artemisia pedatifida Nutt.
- Artemisia pedemontana Balbis
- Artemisia pedunculosa Miq.
- Artemisia pengchuoensis Y.R. Ling & S.Y. Zhao
- Artemisia persica Boiss.
- Artemisia pewzowii C. Winkl.
- Artemisia phaeolepis Krasch.
- Artemisia phyllobotrys (Hand.-Mazz.) Ling & Y. R. Ling
- Artemisia pineticola A. N. Kuprianov
- Artemisia polybotryoidea Y.R. Ling
- Artemisia pontica L.
- Artemisia porteri Cronq.
- Artemisia potentilloides A. Gray
- Artemisia prattii (Pamp.) Ling & Y.R. Ling
- Artemisia princeps Pamp.
- Artemisia pringlei Greenm.
- Artemisia przewalskii Krasch.
- Artemisia pubescens Ledeb.
- Artemisia punctigera Krasch. ex P. Poljakov
- Artemisia pycnocephala (Less.) DC.
- Artemisia pycnorhiza Ledeb.
- Artemisia pygmaea A. Gray
- Artemisia qinlingensis Ling & Y.R. Ling
- Artemisia quinqueloba Trautv.
- Artemisia radicans A. N. Kuprianov
- Artemisia remotiloba Krasch. ex P. Poljakov
- Artemisia reptans C.Sm.
- Artemisia rigida (Nutt.) A. Gray
- Artemisia robusta (Pamp.) Ling & Y. R. Ling
- Artemisia rosthornii Pamp.
- Artemisia rothrockii A. Gray
- Artemisia roxburghiana Bess.
- Artemisia rubripes Nakai
- Artemisia rupestris L.
- Artemisia ruthiae (A.H.Holmgren, L.M.Shultz & Lowrey) Sòn.Garcia, Garnatje, McArthur, Pellicer, S.C.Sand.
- Artemisia rutifolia Steph. ex Spreng.
- Artemisia saitoana Kitam.
- Artemisia salsoloides Willd.
- Artemisia samoiedorum Pamp.
- Artemisia saposhnikovii Krasch. ex Poljak.
- Artemisia schimperi Sch. Bip. ex Schweinf.
- Artemisia schmidtiana Maxim.
- Artemisia scoparia Waldst. & Kit.
- Artemisia scopulorum A. Gray
- Artemisia selengensis Turcz. ex Bess.
- Artemisia senjavinensis Bess
- Artemisia sericea (Bess.) Weber
- Artemisia serrata Nutt.
- Artemisia shangnanensis Ling & Y.R. Ling
- Artemisia shennongjiaensis Ling & Y.R. Ling
- Artemisia shikotaensis Kitam.
- Artemisia sichuanensis Ling & Y.R. Ling
- Artemisia sieversiana Ehrh. ex Willd.
- Artemisia simplex (A.Nels.) Sòn.Garcia, Garnatje, McArthur, Pellicer, S.C.Sand. & Vallès-Xirau
- Artemisia simulans Pamp.
- Artemisia sinanensis Yabe
- Artemisia sinensis (Pamp.) Ling & Y.R. Ling
- Artemisia smithii Mattf.
- Artemisia sodiroi Hieron. ex Sod.
- Artemisia somae Hayata
- Artemisia songarica Schrenk
- Artemisia speciosa (Pamp.) Ling & Y.R. Ling
- Artemisia sphaerocephala Krasch.
- Artemisia spiciformis Osterh.
- Artemisia spinescens Eaton
- Artemisia splendens Willd.
- Artemisia stechmanniana Bess.
- Artemisia stelleriana Bess.
- Artemisia stipularis Urb. & Ekman
- Artemisia stolonifera (Maxim.) Kom.
- Artemisia stracheyi Hook. fil. & Thomson
- Artemisia stricta Edgew.
- Artemisia subarctica Krasch.
- Artemisia subsalsa N.S. Filatova
- Artemisia subulata Nakai
- Artemisia succulenta Ledeb.
- Artemisia succulentoides Ling & Y.R. Ling
- Artemisia suksdorfii Piper
- Artemisia swatensis D. Podl.
- Artemisia sylvatica Maxim.
- Artemisia tafelii Mattf.
- Artemisia taibaishanensis Y.R. Ling & Humphries
- Artemisia tainingensis Hand.-Mazz.
- Artemisia tanacetifolia L.
- Artemisia tangutica Pamp.
- Artemisia thellungiana Pamp.
- Artemisia thuscula Cav.
- Artemisia tilesii Ledeb.
- Artemisia tilhoana Quézel
- Artemisia tomentella Trautv.
- Artemisia transbaicalensis Leonova
- Artemisia trautvetterana Bess.
- Artemisia tridactyla Hand.-Mazz.
- Artemisia tridentata (Nutt.) W.A. Weber
- Artemisia tripartita Rydb.
- Artemisia tsugitakaensis (Kitam.) Ling & Y.R. Ling
- Artemisia tukuchaensis S. Kitam.
- Artemisia umbelliformis Lam.
- Artemisia valentina Lam.
- Artemisia velutina Pamp.
- Artemisia verbenacea (Kom.) Kitag.
- Artemisia verlotiorum Lamotte
- Artemisia vestita Wall. ex Bess.
- Artemisia vexans Pamp.
- Artemisia viridisquama Kitam.
- Artemisia viridissima (Komarov) Pamp.
- Artemisia viscida (Mattf.) Pamp.
- Artemisia viscidissima Ling & Y.R. Ling
- Artemisia vulgaris L.
- Artemisia waltonii J.R. Drumm. ex Pamp.
- Artemisia woodii (Neilson) C.W.Riggins
- Artemisia wudanica Liou & Wang-Wei
- Artemisia wurzellii C. M. James & C. A. Stace
- Artemisia xanthochroa Krasch.
- Artemisia xerophytica Krasch.
- Artemisia xigazeensis Ling & Y.R. Ling
- Artemisia yadongensis Ling & Y.R. Ling
- Artemisia younghusbandii J.R. Drumm. ex Pamp.
- Artemisia youngii Y.R. Ling
- Artemisia yunnanensis Jeffrey
- Artemisia zayuensis Ling & Y.R. Ling
- Artemisia zhongdianensis Y.R. Ling

## Calendrier
Le septième jour du mois de thermidor du calendrier républicain / révolutionnaire français est dénommé jour de l'armoise, généralement chaque 25 juillet du calendrier grégorien.

## Langage des fleurs
Dans le langage des fleurs, l'armoise symbolise la fidélité conjugale et le bonheur.